# 梅内恒夫
梅内 恒夫（うめない つねお、1947年8月23日 - 生死不明）は、共産主義者同盟赤軍派の活動家。

## 経歴
1947年、青森県に生まれる。青森県立八戸高等学校卒業後、福島県立医科大学に入学。在学中に共産主義者同盟に加盟し、赤軍派の結成と同時に赤軍派のメンバーとなる。後に連合赤軍メンバーとなる植垣康博を赤軍派にオルグしたりしている。
梅内は爆弾製造を担当しており、考案した爆弾は俗に「梅内爆弾」と呼ばれるようになり、新左翼の爆弾闘争を飛躍させることになる。しかし、大菩薩峠事件の捜査で梅内の名前が浮上したことから、爆発物取締罰則違反で指名手配となった。その直後に地下に潜行した。手記で表された思想は、後に日本原住民論として結実し、反日テロが続発するきっかけとなった。
1972年5月10日付の『映画批評』に「共産主義者同盟赤軍派より日帝打倒を志すすべての人々へ」と題する手記を寄稿し、太田竜、竹中労、平岡正明についてエールを送り、太田が「同志として公然と確認しよう」と答えたが、それに対する梅内の返答はなかった。これが梅内の最後の消息となっている。
1978年1月10日に公訴時効が成立した。新左翼の中には指名手配容疑の公訴時効成立後に公然活動組織などを通じて声明などを出したり支援者の前に姿を現す者もいるが、梅内はそのような具体的行動を起こさなかったため、未だ梅内の行方は知られていない。

## その他
- 1970年3月によど号ハイジャック事件が発生した際、警察の指紋照合による9人のメンバーの割り出しで梅内恒夫と間違って発表されたが、10日後に梅内ではなく安部公博であったと訂正された。あさま山荘事件の際にも立て篭もっている一味の1人である、と報道をされた。
- 梅内はそれほど「大物」ではない、という見解もある。赤軍派でM作戦（銀行強盗）をやろうとすると、梅内は尻込みするので「ビビリスト」という異名もあった。また例の「梅内爆弾」も破壊力は高いが、重量も3キロあり、安全圏の20メートル以遠に投擲するには砲丸投選手なみの技量を要するなど実用性に乏しいものだった。しかし、その後の半生を指名手配者として逃げ切ることで、梅内は日本新左翼史に名を残す「伝説の男」となったという[1]。